# Habib Jean Baldé
Pour les articles homonymes, voir Baldé.
Habib Jean Baldé est un footballeur international guinéen, né le 8 février 1985 à Saint-Vallier (Saône-et-Loire) qui joue au poste de milieu défensif.

## Biographie

### Enfance
Habib Jean Baldé naît le 8 février 1985 à l'Hôpital Jean Bouveri de Saint-Vallier en Bourgogne où son père exerce comme pneumologue. Dans sa jeunesse, passé en grande partie à Gueugnon, il s'intéresse très tôt au football et ne rate « pas un entraînement des pros, avec son ballon sous le bras » souligne Yannick Chandioux alors joueur du club local du Football Club de Gueugnon.

### Carrière de footballeur
C’est un joueur qui a beaucoup d’expérience en Ligue 2 (101 matchs), il est aussi très polyvalent. Il joue comme milieu défensif et arrière droit. Après une courte expérience à Ivry, il part pour la Roumanie en janvier 2010. Dans un premier temps il signe au Fotbal Club Ceahlăul Piatra Neamț en première division roumaine. En fin de saison ses performances n'ont pas laissé insensible l’un des plus grands clubs du pays. Ainsi, il s’engage en faveur de l'Universitatea Cluj en juin 2010.

#### Nîmes Olympique (2012-2013)
Alors qu'il dispute la Coupe d'Afrique des nations avec la sélection guinéenne, Habib Jean Baldé signe avec le Nîmes Olympique, le 31 janvier 2012, un contrat de six mois assorti d'une année supplémentaire en cas de montée en Ligue 2,. Quelques jours après l'élimination de son équipe au premier tour de la CAN, le 8 février 2012, il participe à son premier entraînement avec les Crocodiles à la Bastide. Il retrouve alors Thierry Froger qui fut l'entraîneur à l'origine de son transfert de Gueugnon à Reims. Baldé a décidé de partir car « l’entraîneur ne comptait plus trop sur lui » et considère cette expérience en Roumanie comme bénéfique lui ayant permis de découvrir « une autre culture, un autre foot ».
Il joue son premier match sous le maillot nîmois, le 17 février 2012, contre le Football Club de Martigues, qui se termine en match nul 1-1. Lors de cette partie, il récolte également son premier carton jaune avant d'être remplacé à vingt minutes de la fin du match par Sébastien Piocelle.
À l'issue de la saison, son contrat n'étant pas prolongé par les dirigeants nîmois, Habib Jean Baldé se retrouve libre de tout contrat. Pour se maintenir en forme afin de pouvoir se relancer dans un nouveau club, il participe à partir du 1er juillet 2013 au stage organisé par l’UNFP pour les footballeurs chômeurs ou en rupture de contrat.

#### Retour à l'Universitatea Cluj (2013-2014)
Le 14 août 2013 il rejoint à nouveau le club roumain de l'Universitatea Cluj avec lequel il évoluait entre 2010 et 2012 avant de rejoindre la France et le Nîmes Olympique. Habib Jean Baldé espère alors se « relancer dans ce championnat et ce club [qu'il] connait déjà pour pouvoir revenir en France et trouver un club plus ambitieux ».

## Palmarès

### En club
| - Nîmes Olympique - Championnat de France de National : - Champion : 2012. |

### En sélection
- Guinée
  - Coupe d'Afrique des nations :
    - Quart de finaliste : 2012.

## Statistiques
| Saison                | Club                  | Championnat           | Championnat | Championnat | Championnat | Coupe(s) nationale(s) | Coupe(s) nationale(s) | Coupe(s) nationale(s) | Guinée | Guinée | Guinée | Total | Total | Total |
| Saison                | Club                  | Division              | M.          | B.          | P.d.        | M.                    | B.                    | P.d.                  | M.     | B.     | P.d.   | M.    | B.    | P.d.  |
| 2003-2004             | FC Gueugnon           | Ligue 2               | 0           | 0           | 0           | 1                     | 0                     | 0                     | -      | -      | -      | 1     | 0     | 0     |
| 2004-2005             | FC Gueugnon           | Ligue 2               | 21          | 0           | 0           | 1                     | 0                     | 0                     | -      | -      | -      | 22    | 0     | 0     |
| Sous-total            | Sous-total            | Sous-total            | 21          | 0           | 0           | 2                     | 0                     | 0                     | -      | -      | -      | 23    | 0     | 0     |
| 2005-2006             | Stade de Reims        | Ligue 2               | 17          | 0           | 0           | 0                     | 0                     | 0                     | -      | -      | -      | 17    | 0     | 0     |
| 2006-2007             | Stade de Reims        | Ligue 2               | 33          | 1           | 0           | 5                     | 0                     | 0                     | -      | -      | -      | 38    | 1     | 0     |
| 2007-2008             | Stade de Reims        | Ligue 2               | 33          | 1           | 0           | 3                     | 0                     | 0                     | -      | -      | -      | 36    | 1     | 0     |
| 2008-2009             | Stade de Reims        | Ligue 2               | 18          | 0           | 0           | 2                     | 0                     | 0                     | 3      | 0      | 0      | 23    | 0     | 0     |
| Sous-total            | Sous-total            | Sous-total            | 101         | 2           | 0           | 10                    | 0                     | 0                     | 3      | 0      | 0      | 114   | 2     | 0     |
| 2009-2010             | US Ivry               | CFA                   | 7           | 0           | 0           | 0                     | 0                     | 0                     | 0      | 0      | 0      | 7     | 0     | 0     |
| Sous-total            | Sous-total            | Sous-total            | 7           | 0           | 0           | 0                     | 0                     | 0                     | 0      | 0      | 0      | 7     | 0     | 0     |
| 2009-2010             | FC Ceahlăul Piatra    | Ligua I               | 14          | 0           | 0           | 0                     | 0                     | 0                     | 0      | 0      | 0      | 14    | 0     | 0     |
| Sous-total            | Sous-total            | Sous-total            | 14          | 0           | 0           | 0                     | 0                     | 0                     | -      | -      | -      | 14    | 0     | 0     |
| 2010-2011             | Universitatea Cluj    | Ligua I               | 20          | 1           | 0           | 0                     | 0                     | 0                     | 3      | 1      | 0      | 23    | 2     | 0     |
| 2011-2012             | Universitatea Cluj    | Ligua I               | 0           | 0           | 0           | 1                     | 0                     | 0                     | 2      | 0      | 0      | 3     | 0     | 0     |
| Sous-total            | Sous-total            | Sous-total            | 20          | 1           | 0           | 1                     | 0                     | 0                     | 5      | 1      | 0      | 26    | 2     | 0     |
| 2011-2012             | Nîmes Olympique       | National              | 13          | 2           | 0           | 0                     | 0                     | 0                     | 5      | 0      | 0      | 18    | 2     | 0     |
| 2012-2013             | Nîmes Olympique       | Ligue 2               | 7           | 0           | 0           | 0                     | 0                     | 0                     | 1      | 0      | 0      | 8     | 0     | 0     |
| Sous-total            | Sous-total            | Sous-total            | 20          | 2           | 0           | 0                     | 0                     | 0                     | 6      | 0      | 0      | 26    | 2     | 0     |
| 2013-2014             | Universitatea Cluj    | Ligua I               | 9           | 0           | 0           | 1                     | 0                     | 0                     | 1      | 0      | 0      | 11    | 0     | 0     |
| Sous-total            | Sous-total            | Sous-total            | 9           | 0           | 0           | 1                     | 0                     | 0                     | 1      | 0      | 0      | 11    | 0     | 0     |
| Total sur la carrière | Total sur la carrière | Total sur la carrière | 192         | 5           | 0           | 14                    | 0                     | 0                     | 15     | 1      | 0      | 221   | 6     | 0     |